# Xã Gregg, Quận Union, Pennsylvania
Xã Gregg (tiếng Anh: Gregg Township) là một xã thuộc quận Union, tiểu bang Pennsylvania, Hoa Kỳ. Năm 2010, dân số của xã này là 4.984 người.